# Daniel Vallejos
Luis Daniel Vallejos Obregón (27 de maio de 1981) é um futebolista profissional costa-riquenho, meia, milita no CS Herediano.

## Carreira
Daniel Vallejos representou a Seleção Costarriquenha de Futebol nas Olimpíadas de 2004.